# Jan Śliwak
Jan Śliwak (ur. 25 listopada 1930 w Brzozdowcach, zm. 21 września 2011 w Opolu) – polski działacz sportowy, związany z Odrą Opole.

## Życiorys
Urodził się w miejscowości Brzozdowce (woj. lwowskie), a do Opola trafił zaraz po II wojnie światowej. W 1947 roku rozpoczął treningi w Odrze Opole w sekcji lekkoatletycznej, choć związał się z piłką nożną. W latach 50. został działaczem sportowym, a jako pracownik Wojewódzkiej Rady Narodowej otrzymał propozycje pracy w klubie od Franciszka Łańcuckiego. 
Najpierw trafił do sekcji piłki młodzieżowej jako zastępca kierownika, z czasem zajmując jego miejsce. Z młodzieżą Śliwak związany był całe życie, także jako współpracownik trenera koordynatora OZPN Juliusza Mariańskiego, a przez jego ręce przeszli wszyscy najwięksi piłkarze w historii opolskiej piłki. To on wypatrywał dobrze rokujących chłopców z województwa i przywoził ich do Opola. Śliwak był wielkim pasjonatem tego co robił i do niedawna z pamięci wymieniał składy, nazwiska i kluby, z których przychodzili do Odry piłkarze, jak i ile grali, gdzie kontynuowali karierę. 15 marca 2008 roku, przed meczem II ligi pomiędzy Odrą Opole a Polonią Warszawa Jan Śliwak oficjalnie pożegnał się z Odrą po 63 latach pracy w klubie. W ciągu 63 lat swojej pracy w klubie był na prawie wszystkich spotkaniach przy Oleskiej. Zawsze nienagannie ubrany, w garniturze, pod krawatem. Mimo pożegnania się z Odrą Opole w roli pracownika społecznego, nadal był aktywny w klubie.
W ankiecie przeprowadzonej w 2010 roku wśród czytelników Historii Odry Opole na najbardziej zasłużonego działacza Odry Opole zwyciężył Jan Śliwak.

## Życie prywatne
Był żonaty. Miał trzy córki. Doczekał się trzech wnuków i dwoje prawnucząt. Zmarł 21 września 2011 roku w Opolu. Został pochowany na cmentarzu komunalnym w Opolu, gdzie spoczywa w grobie razem ze swoją matką.